# Cesare da Sesto
Cesare da Sesto (Sesto Calende, 1477 – Milano, 27 luglio 1523) è stato un pittore italiano.

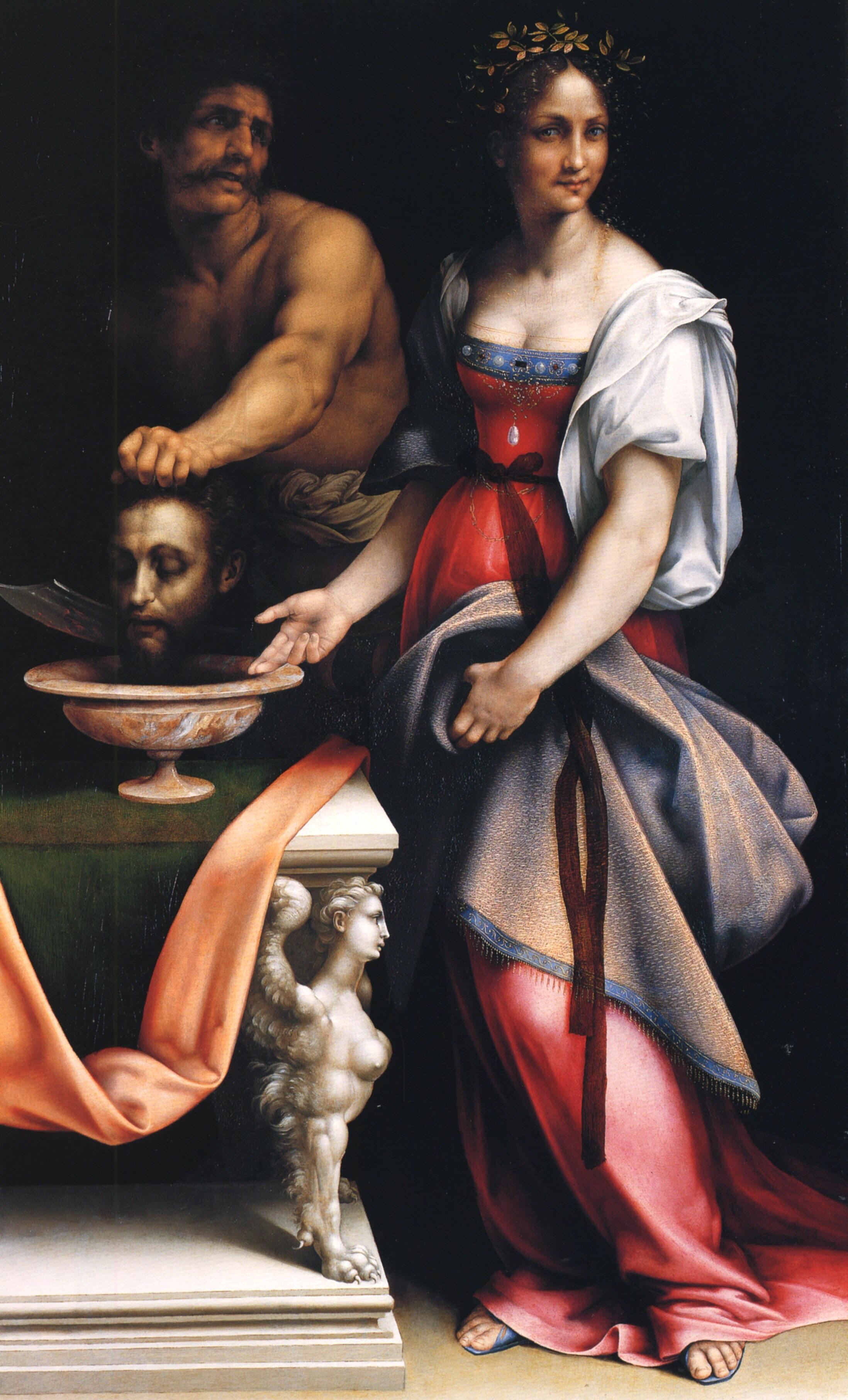
Salomè (Kunsthistorisches Museum, Vienna)

Si formò a Milano a contatto con Leonardo da Vinci, di cui divenne un fedele seguace, rientrando nella cerchia dei leonardeschi. Fu in particolare grazie ai suoi viaggi lungo la penisola che diffuse lo stile leonardesco anche in aree mai toccate dal maestro di Vinci, come il Meridione d'Italia.

## Biografia
Non si conosce nulla della formazione e dei suoi primi anni di attività, che si ipotizzano trascorsi a Milano nella cerchia leonardesca. Si è ipotizzato che possano essere di sua mano alcuni affreschi con Storie di Santa Caterina dell'Abbazia di San Donato a Sesto Calende.

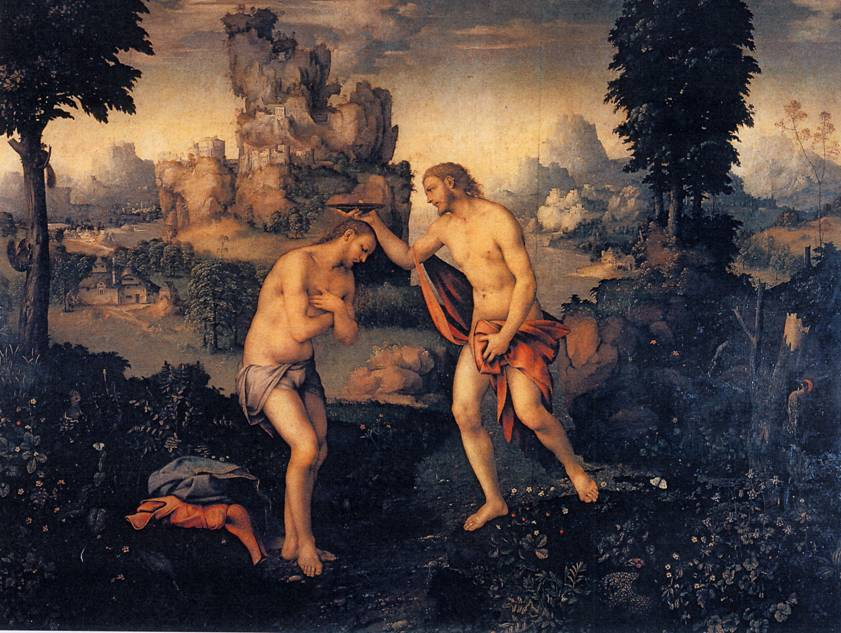
Battesimo di Cristo (con Bernardino Bernazzano), Collezione privata, Milano

### A Roma con Raffaello
I primi documenti che lo riguardano risalgono al 1508, con pagamenti per la decorazione (perduta) di un ambiente dei Palazzi Vaticani a Roma, per conto di Giulio II. La sua prima opera nota è ritenuta dai critici la Madonna col Bambino e San Giovanni Battista (Museu Nacional de Arte Antiga, Lisbona), che riecheggia nelle pose dei personaggi la Vergine delle Rocce. A questi anni risalgono una lunetta con una Madonna con Bambino affrescata nel convento di Sant'Onofrio sul Gianicolo e alcune pitture recentemente rintracciate nella chiesa di San Giovanni Battista in Campagnano di Roma, alcuni affreschi con Santi, e particolarmente la pittura su tela detta la Madonna del Ciliegio (o del Ceraso).
A Roma, pur senza mai distaccarsi dalla matrice naturalistica lombarda, arricchì il linguaggio leonardesco con riprese dall'arte classica e da Raffaello. Al Castello di Ostia collaborò con Baldassarre Peruzzi alla stesura di grottesche, motivo ornamentale di recente introduzione. I lavori di questo periodo sono anche testimoniati dal cosiddetto Album di Cesare da Sesto, un taccuino di trentasei disegni, oggi conservato alla Pierpont Morgan Library di New York. Altresì a questo periodo dovrebbe appartenere la piccola tavoletta devozionale con Cristo di dolore e il cardinale Oliviero Carafa (Museo di Capodimonte, Napoli).

### Il viaggio a Messina e Napoli
Verso il 1513 si trasferì in Sicilia e dipinse, a Messina, un'importante pala d'altare per l'oratorio di San Giorgio dei Genovesi (oggi a San Francisco, California Palace of the Legion of Honor). La tavola, una Madonna con Bambino tra san Giovanni Battista e san Giorgio, ambientata su uno sfondo di antiche rovine, richiama Leonardo nei minuziosi dettagli botanici e Raffaello nella monumentale posa della Vergine. Ebbe grande fama e seguito fra gli artisti locali. A lui viene anche attribuita la tavola di Sant'Alberto, forse facente parte di un polittico andato perso, che si trova a Modica nella chiesa del Carmine.

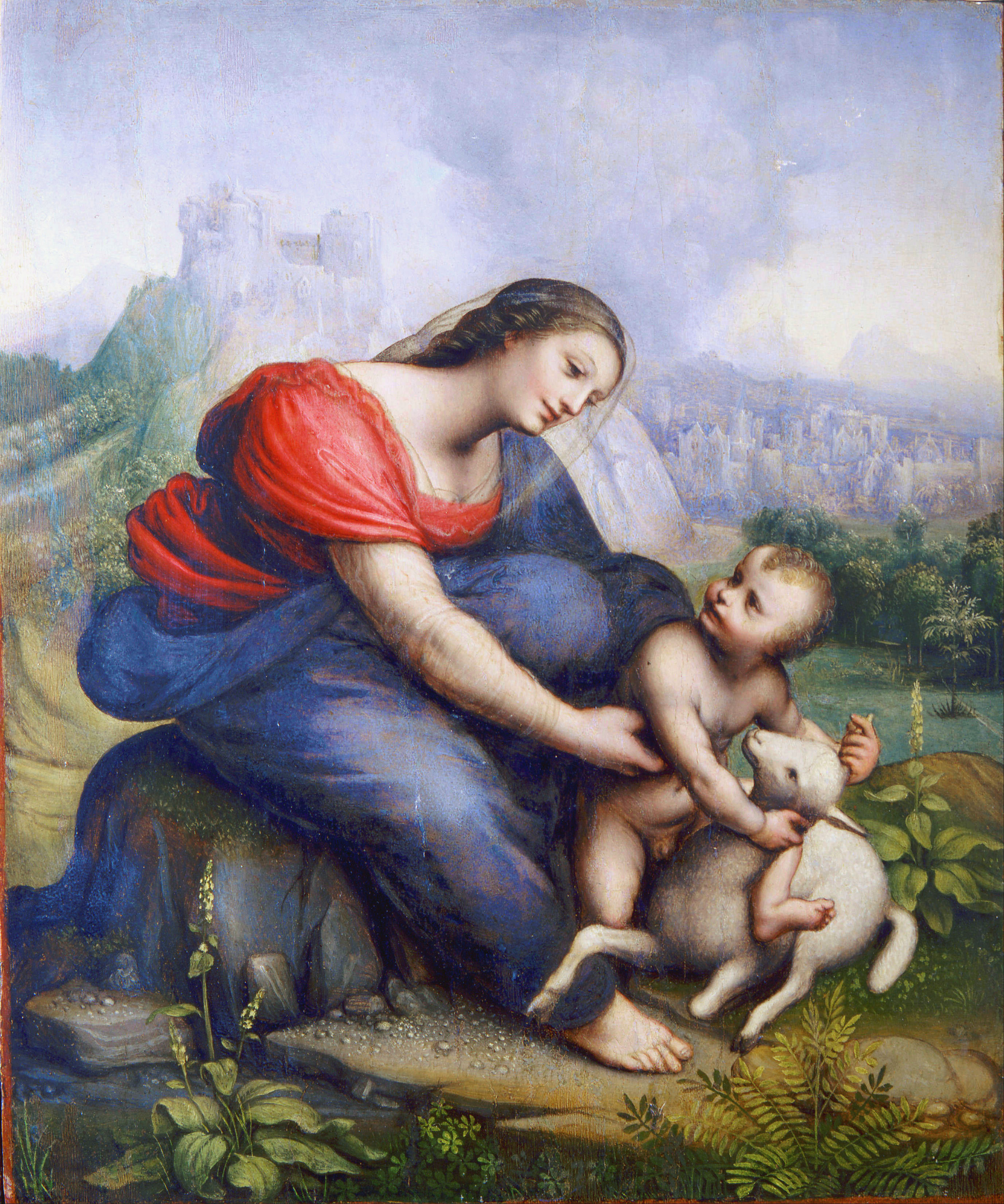
Madonna col Bambino e l'agnellino, Museo Poldi Pezzoli, Milano.

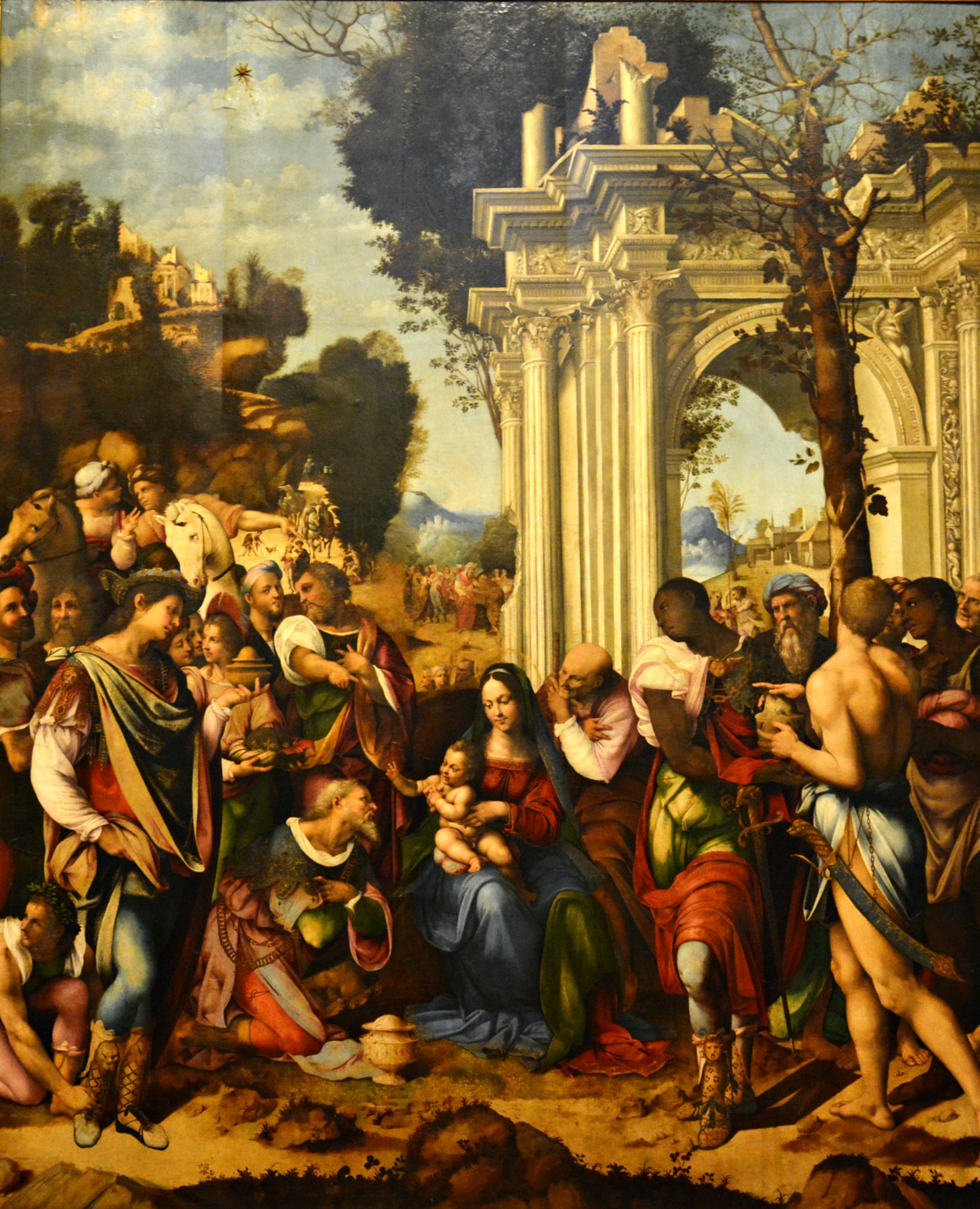
Adorazione dei Magi, Museo di Capodimonte

Trasferitosi poi a Napoli, realizzò nel 1515 un monumentale polittico per l'abbazia di Cava dei Tirreni, coadiuvato da Girolamo Ramarino da Salerno. Dipinta per l’altare maggiore della chiesa della SS. Trinità della Badia di Cava, è formata da sei tavole e una predella divisa in tre scomparti: Madonna in Gloria; S. Pietro; S. Paolo; Battesimo di Cristo; S. Benedetto; S. Gregorio. La predella raffigura dodici Santi Benedettini. Risalta qui l'ispirazione alla Madonna di Foligno di Raffaello. 

### I capolavori della Maturità
Tornato a Milano, eseguì, assieme a Bernardino Bernazzano uno dei suoi capolavori, il Battesimo di Cristo oggi nella Collezione Gallarati Scotti, visto da Giovan Paolo Lomazzo nella raccolta di Prospero Visconti. In questi anni Cesare realizzò una serie di tavole che raggiunsero una certa fortuna fra i collezionisti milanesi dei decenni successivi: un San Girolamo (oggi a Southampton), già di Guido Mazenta, la Sacra Famiglia con santa Caterina detta Madonna del Bassorilievo (oggi al Museo dell'Ermitage), testimoniata sempre nel palazzo di Prospero Visconti, e soprattutto una Salomè (oggi al Kunsthistorisches Museum di Vienna), che fu del banchiere Cesare Negrolo e poi donata dal Lomazzo all'imperatore Rodolfo II, raffinato collezionista, che divenne subito celebre tanto che ne furono realizzate numerose copie. Fra le piccole Madonne destinate alla devozione privata, sono famose la Madonna dell'Albero (Pinacoteca di Brera, Milano) e la  Madonna col Bambino e l'agnello (Milano, Museo Poldi Pezzoli), variante della Sant'Anna di Leonardo.
Va segnalato, nel 1517, il suo ritorno a Messina, dove dipinse la sua opera più celebre, l'Adorazione dei Magi per la chiesa di San Niccolò (oggi a Napoli, Capodimonte), che divenne un modello da imitare per molti artisti del meridione. Ritenuta il capolavoro della maturità dell'artista, ricorda, per le numerose figure che la affollano, e il raffinato paesaggio con le rovine, la vinciana Adorazione dei Magi degli Uffizi.

Tornato in patria, cominciò a dipingere per la chiesa di San Rocco il Polittico di San Rocco (oggi alla pinacoteca del Castello Sforzesco), una delle sue opere più celebrate dalle fonti per aver riunito in un solo dipinto le maniere di Leonardo e Raffaello (il pannello centrale è ispirato alla Madonna di Foligno), lasciato incompiuto per il sopraggiungere della morte prematura dell'artista quarantaseienne. 
A lui vengono attribuiti alcune copie da Leonardo, come l'Ultima Cena di Ponte Capriasca o la Leda col cigno di Salisbury o quella della Galleria Borghese.

## Opere
- Madonna col Bambino e San Giovanni Battista, 1510 circa, olio su tavola, 79,5 x 63 cm (Museu Nacional de Arte Antiga, Lisbona).
- Madonna col Bambino e un donatore, affresco, lunetta nell'atrio della chiesa di Sant'Onofrio al Gianicolo, Roma.
- Madonna del Ciliegio, chiesa di San Giovanni Battista, Campagnano di Roma.
- Grottesche (con Baldassarre Peruzzi), castello di Ostia, Ostia Antica.
- Pala dei Genovesi o San Giorgio, olio su tavola, opera proveniente dall'Oratorio di San Giorgio dei Genovesi della primitiva chiesa di San Domenico di Messina,[8][9][10] oggi custodita nel California Palace of the Legion of Honor di San Francisco.
- Sant'Alberto, chiesa del Carmine, Modica.
- Polittico, Abbazia territoriale della Santissima Trinità di Cava de' Tirreni.[11]
- Madonna col Bambino fra gli angeli, 1514-1515, olio su tavola, 142 x 99 cm, Cava de' Tirreni, Museo dell'Abbazia della Santissima Trinità (insieme a Girolamo Ramarino da Salerno)
- Battesimo di Cristo (con Bernardino Bernazzano), Collezione Gallarati Scotti, Milano.
- Madonna col Bambino, detta Madonna dell'Albero Pinacoteca di Brera, Milano.
- Madonna col Bambino, Château de Flers, Flers, Francia.
- Madonna col Bambino e l'agnellino, Museo Poldi Pezzoli, Milano.
- San Girolamo, City Art Gallery, Southampton.
- Salomè, Kunsthistorisches Museum, Vienna.
- Sacra Famiglia con santa Caterina, detta Madonna del Bassorilievo Museo dell'Ermitage, San Pietroburgo.
- Sacra Famiglia (attr.), Národní galerie, Praga.
- Adorazione dei Magi, olio su tavola, opera proveniente dalla chiesa di San Nicolò dei Gentiluomini di Messina, oggi custodita nel Museo di Capodimonte di Napoli.[12][13][8]
- Polittico di san Rocco, Pinacoteca del Castello Sforzesco, Milano.
- Natività  (attr.), Museo diocesano, Salerno.
- Ultima Cena (attr.), Ponte Capriasca.[14]
- Leda col cigno (attr.), Wilton House, Salisbury.
- Leda col cigno (attr.), Galleria Borghese, Roma.
- Vergine e San Giovanni, olio su tavola, opera documentata nella sacrestia della primitiva chiesa di San Domenico di Messina, XVI secolo.[8][15][10]
- San Domenico, olio su tavola, opera documentata nella chiesa di San Domenico di Messina, XVI secolo.[8][10]

Disegni
- Studio di bue seduto, Royal Collection, Castello di Windsor
- Studio di piedi, Accademia di Brera, Milano
- Studio per un toro, Pierpont Morgan Library, New York
- Studio di un albero, Royal Collection, Castello di Windsor